# Франциск Гиацинт
Франци́ск Гиаци́нт  (лат. Franciscus Hyacínthus, итал. Francesco Giacinto, фр. François Hyacinthe), или Франци́ск Гиаци́нт Саво́йский (лат. Franciscus Hyacínthus Sabaudiae, итал. Francesco Giacinto di Savoia, фр. François Hyacinthe de Savoie; 14 сентября 1632 года, Турин, княжество Пьемонт — 4 октября 1638, замок Валентино близ Турина, княжество Пьемонт) — 13-й герцог Савойи, герцог Шабле, князь Пьемонта, маркграф Салуццо, граф Аосты, Морьенны и Ниццы, титулярный король Кипра, Иерусалима и Армении, хранитель Святого Синдона с 1637 года. Командор высшего ордена Святого Благовещения.
Представитель Савойской династии. Сын Виктора Амадея I, герцога Савойи и Кристины Французской. Наследовал отцу несовершеннолетним. Регентом при нём была его мать. Правил менее года и скоропостижно скончался от лихорадки.

## Биография
Франциск Гиацинт родился в Турине 14 сентября 1632 года. Он был вторым сыном и третьим ребёнком Виктора Амадея I, герцога Савойи и князя Пьемонта и Марии Кристины, принцессы из дома Бурбонов — королей Франции. По отцовской линии приходился внуком Карлу Эммануилу I Великому, герцогу Савойи и князю Пьемонта и Каталине Микаэле, инфанте из дома Габсбургов — королей Испании и Португалии. По материнской линии был внуком Генриха IV Великого, короля Наварры и Франции и Марии, принцессы из дома Медичи — великих герцогов Тосканы.

### Краткое правление
Его старший брат Людовик Амадей умер в 1628 году в возрасте шести лет. 7 октября 1637 года скончался отец Франциска Гиацинта, герцог Виктор Амадей I. Существует предположение, что его отравили по приказу кардинала Армана де Ришельё, первого министра короля Франции. Ему наследовал Франциск Гиацинт. Но реальной властью он не обладал в силу юного возраста, герцогу было всего пять лет. Его мать, вдовствующая герцогиня Мария Кристина, стала регентом при сыне. Современники описывают её, как женщину с твёрдой волей, живым интеллектом, великодушным и щедрым характером. Её правление при малолетнем герцоге продолжалось лишь одиннадцать месяцев. 4 октября 1638 года Франциск Гиацинт скончался от приступа лихорадки в замке Валентино. Титул герцога Савойского унаследовал его младший брат Карл Эммануил.
Несмотря на краткость правления Франциска Гиацинта, именно в это время решалось будущее владений Савойского дома: кардинал Арман де Ришельё планировал разделить савойское герцогство и пьемонтское княжество между французским и испанским королевствами. По его приказу французский посол, после смерти Виктора Амадея I, должен был ворваться в замок в Верчелли и, от имени французского короля, брата вдовствующей герцогини, взять под домашний арест её с наследником и другими детьми. Однако шпионы Марии Кристины успели раскрыть заговор, она укрепила гарнизон замка, и план кардинала провалился.
Вдовствующая герцогиня желала придерживаться нейтралитета в конфликте между французским и испанским королевствами, но была вынуждена вести профранцузскую политику, чем вызвала неудовольствие у деверей Маурицио и Томаса Франциска, придерживавшихся происпанской ориентации. После смерти Франциска Гиацинта его дяди развязали во владениях Савойского дома гражданскую войну, претендуя на престол и старшинство в роде. Однако и им не удалось обойти Марию Кристину, которая при помощи армии французского королевства смогла договориться с обоими, оставив за своими детьми все наследственные права.
Сохранился портрет Франциска Гиацинта кисти неизвестного художника, написанный в год смерти юного герцога. На нём он изображён с цепью высшего ордена Святого Благовещения, командором которого Франциск Гиацинт являлся как савойский герцог и пьемонтский князь. Полотно входит в собрание Музея изящных искусств в Шамбери.